# Ken Wallace
Ken Wallace (Gosford, 26 luglio 1983) è un canoista australiano, vincitore della medaglia d'oro nel K1 500 m e di bronzo nel K1 1000 m ai Giochi olimpici di Pechino 2008.

## Palmarès
- Olimpiadi

Pechino 2008: oro nel K1 500m e bronzo nel K1 1000m.
Rio de Janeiro 2016: bronzo nel K2 1000m.
- Mondiali

Dartmouth 2009: bronzo nel K1 500m.
Poznań 2010: oro nel K1 5000m.
Duisburg 2013: oro nel K1 5000m e argento nel K1 1000m.
Mosca 2014: oro nel K1 5000m e argento nel K2 1000m.
Milano 2015: oro nel K1 5000m e nel K2 500m e argento nel K2 1000m.